# Гранвілл (округ, Північна Кароліна)
Шаблон:StateAbbr_ 36°18′ пн. ш. 78°40′ зх. д. / 36.3° пн. ш. 78.66° зх. д.
Округ Гранвілл (англ. Granville County) — округ (графство) у штаті Північна Кароліна, США. Ідентифікатор округу 37077.

## Історія
Округ утворений 1746 року. Названий на честь Джона Картерета, 2-го графа Ґранвілла

## Демографія
За даними перепису
2000 року
загальне населення округу становило 48498 осіб, зокрема міського населення було 16813, а сільського — 31685.
Серед мешканців округу чоловіків було 25484, а жінок — 23014. В окрузі було 16654 домогосподарства, 12048 родин, які мешкали в 17896 будинках.
Середній розмір родини становив 3,05.
Віковий розподіл населення поданий у таблиці:
| Стать    | До 15 років | 15-21 | 22-29 | 30-39 | 40-49 | 50-65 | 65-85 | Понад 85 |
| -------- | ----------- | ----- | ----- | ----- | ----- | ----- | ----- | -------- |
| Чоловіки | 5005        | 2699  | 2900  | 4658  | 4172  | 3826  | 2074  | 150      |
| Жінки    | 4721        | 1660  | 2284  | 3702  | 3600  | 3726  | 2910  | 411      |

## Виноски
1. ↑  https://archive.org/details/completerevisalo1773nort/page/104/mode/2up
2. ↑  Українська назва згідно з Газетирем (покажчиком) географічних назв світу [Архівовано 4 травня 2021 у Wayback Machine.]. — К.: Мінекоресурсів України, 2006. — С. 439.
3. ↑  U.S. Decennial Census. United States Census Bureau. Архів оригіналу за 26 квітня 2015. Процитовано 17 січня 2015.
4. ↑  Historical Census Browser. University of Virginia Library. Архів оригіналу за 11 серпня 2012. Процитовано 17 січня 2015.
5. ↑  Forstall, Richard L., ред. (27 березня 1995). Population of Counties by Decennial Census: 1900 to 1990. United States Census Bureau. Архів оригіналу за 3 березня 2015. Процитовано 17 січня 2015.
6. ↑  Census 2000 PHC-T-4. Ranking Tables for Counties: 1990 and 2000 (PDF). United States Census Bureau. 2 квітня 2001. Архів оригіналу (PDF) за 18 грудня 2014. Процитовано 17 січня 2015.
7. ↑  State & County QuickFacts. United States Census Bureau. Архів оригіналу за 6 червня 2011. Процитовано 19 жовтня 2013.(англ.) Наведено за англійською вікіпедією.
8. ↑  American FactFinder. Бюро перепису населення США. Архів оригіналу за 26 лютого 2012. Процитовано 31 січня 2008.

| США | Це незавершена стаття з географії США. Ви можете допомогти проєкту, виправивши або дописавши її. |